# Ljudomrznik
Ljudomrznik (fran.Le Misanthrope) je komedija delo klasicističnega književnika Molièra.
Molièreva komedija Ljudomrznik se od vseh njegovih iger najbolj približuje tragikomediji. Glavni junak Alcest je tip pravičnika, ki ne trpi moralnih napak okolja v katerem živi, zato jih ostro kritizira. Njegov prijatelj Filint mu priporoča prizanesljivost, uvidevnost, stojično vdanost. Alcest postane tragikomičen, ko se sam zaljubi v spogledljivko, polno napak svojega okolja. S tem postane tudi sam žrtev značilnega klasicističnega nasprotja med razumom in čustvom. Sklep igre kaže na nezmožnost srečnega razpleta, junak se mora umakniti iz družbe v samoto, s tem je konec tudi njegove moralne vloge.

## Prevodi
V slovenščini imama dva prevoda Ljudomrznika:
- prvi prevod je izšel v Izbranem delu prevajalcev O. Župančiča in J. Vidmarja (COBISS)
- drugi prevod pa je delo prevajalca A. Bergerja (COBISS)